# Der Aktionär TV

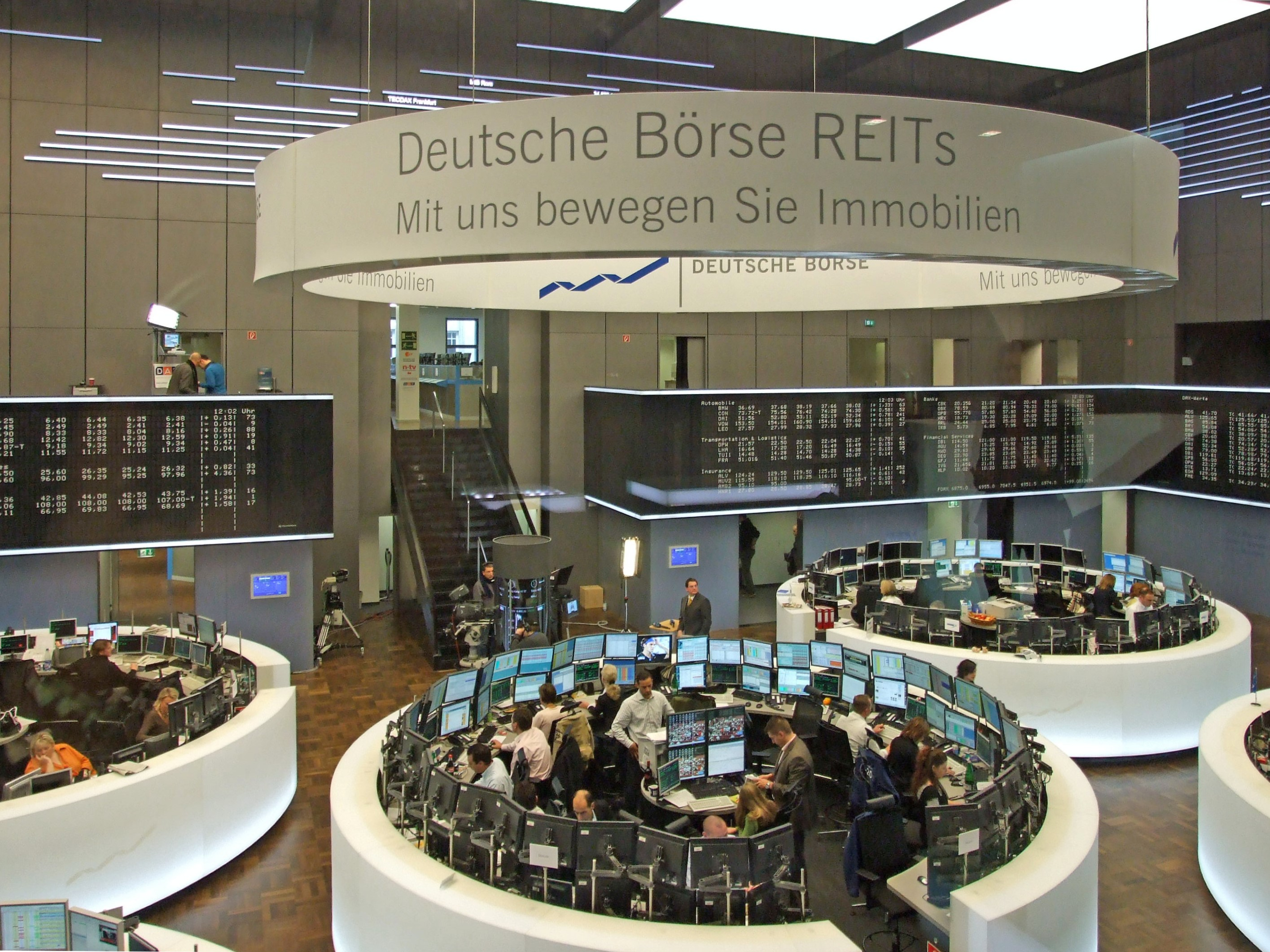
DAF-Studio auf der Galerie der Frankfurter Börse (links neben der Treppe)

Der Aktionär TV (eigene Schreibweise: DER AKTIONÄR TV; Deutsches Anleger Fernsehen, kurz DAF bis November 2015) ist ein privater deutscher Internet-Fernsehsender mit Schwerpunkt Börse und private Geldanlage und Sitz in Kulmbach. Die Aktionär TV GmbH ist ein hundertprozentiges Tochterunternehmen der Kulmbacher Börsenmedien AG von Bernd Förtsch. Zwischenzeitlich war Der Aktionär TV auch eine eigenständige Sendung des DAF.

## Geschichte
Der Sender begann seinen Betrieb am 4. August 2006 und war zunächst von 9:00 Uhr bis 22:00 Uhr täglich ausschließlich als Livestream im Internet zu sehen. Die ersten Formate des Senders waren  Programm: „DAF Ticker“, „DAF Parkett“, „DAF Q&A“ und „DAF Depot“.
Ab Dezember 2007 erfolgte zusätzlich zwischen 8:00 und 18:00 Uhr die freie Ausstrahlung über Astra und einige Kabelnetze. Seit Anfang 2009 berichteten die Korrespondenten des DAF mehrmals täglich von der Frankfurter Börse. Im Mai 2010 wurde im Rahmen einer Neuausrichtung des Senders der Schwerpunkt auf Meinungen und Empfehlungen verlegt, was durch mehr Interviews und Talks erreicht werden soll. Erstes neues Format dieser Ausrichtung war die Sendung DAF Closing Bell, die live zum Börsenschluss in den USA um 21:45 Uhr ausgestrahlt wurde. Das New Yorker Büro an der New York Stock Exchange, von wo aus auch für den deutschen Nachrichtensender N24 produziert wurde, wurde Ende März 2014 aus Kostengründen geschlossen. Der langjährige Korrespondent Manuel Koch wechselte als Chefredakteur zum Onlinesender Wirtschaft TV, den er zusammen mit Julien Backhaus gründete, sowie als freier Mitarbeiter zur Deutschen Welle und Focus online.
Seit dem 1. Dezember 2011 ist der Sender über die IPTV-Plattform MagentaTV zu empfangen. Zugang zum Programm findet der Zuschauer auch im Netz über die Börsenportale Onvista und Der Aktionär. Über das Internet besteht zudem die Möglichkeit, viele gesendete Beiträge der letzten Monate abzurufen.
Seit dem 1. August 2012 steht Conrad Heberling dem Vorstand des Unternehmens als Vorsitzender vor. Heberling verantwortete nach Stationen bei RTL2, ProSiebenSat.1 und Dori Media International zuletzt die Gründung, den Aufbau und die Leitung von Austria 9 in Wien. Die Redaktion besteht nach eigenen Angaben aus rund 30 Redakteuren.

### Insolvenzverfahren
Am 6. März 2015 wurde das Insolvenzverfahren über den Sender eröffnet. Als Gründe für die Insolvenz nennt das Unternehmen zum einen die hohen Fixkosten, die durch die Verbreitung via Satellit entstanden seien. Diesen Ausgaben standen zu geringe Einnahmen durch Werbung gegenüber. „Unsere TV-Werbeumsätze sind aufgrund des schwierigen Umfeldes unter den Erwartungen geblieben“, so der bisherige DAF-Vorstandsvorsitzender Conrad Heberling. Problematisch sei etwa die stärker werdende Regulierung bei Werbung für Finanzprodukte gewesen: „Zahlreiche Anbieter aus der Finanzbranche verzichteten aufgrund immer strengerer Auflagen gänzlich auf Werbung.“ Ein weiterer Grund sei der „Franken-Schock“. Als die Schweizerische Nationalbank den Mindestkurs für den Franken aufgab und daraufhin stark aufwertete, sei ein wichtiger Werbekunde in Schieflage geraten und musste seinerseits Insolvenz anmelden.
Am 10. April 2015 wurde schließlich der Sendebetrieb über Satellit eingestellt. Das DAF wurde daraufhin zu einem reinen Internet-TV-Sender sowie einer TV-Produktionsfirma umstrukturiert.
Am 27. November 2015 gab der Sender bekannt, dass er das Insolvenzverfahren erfolgreich abgeschlossen habe und ab sofort unter dem Namen „Der Aktionär TV“ firmiert.

## Programm
Programminhalte waren zu Beginn hauptsächlich aktuelle Wirtschafts- und Finanzinformationen, Unternehmensanalysen und Nachrichten direkt vom Börsenparkett, die dem Zuschauer bei der Geldanlage helfen sollen. Mehr als die Hälfte des Programms wird live gesendet, daneben gibt es Wiederholungen früherer Beiträge.
Seit dem 6. Juli 2009 sendete das Deutsche Anlegerfernsehen den ersten täglichen Finanz-Talk Deutschlands. Moderiert wurde die Sendung von Bernhard Jünemann, er ist auch Namensgeber der Sendung.
Auch der Finanzjournalist Andreas Scholz berichtete für DAF. Seine Sendung Börsenplatz 5, benannt nach dem Standort des Frankfurter DAF-Studios, beschäftigt sich mit aktuellen Entwicklungen an den Märkten. Als Chef-Reporter des Senders war er darüber hinaus oft bei Veranstaltungen vor Ort. Schon 2008 startete mit den Moderatorinnen Nancy Lanzendörfer und Caroline Scherr um 8 Uhr eine Stunde vor dem Börsenstart in Frankfurt das DAF Früh-Parkett.
Am 27. Februar 2013 wurde bekannt, dass die Sendezeit auf ein 24-Stunden-Programm erweitert wird und der Sender ein neues Logo sowie ein neues Sendeschema erhält. Außerdem wurden abends unter dem Slogan Wissen lohnt sich Dokumentationen aus Wissenschaft, Geschichte, Natur und Informationsserien ausgestrahlt. Im Jahre 2013 wurden zudem mehrfach Basketballspiele live übertragen.
Seit dem 1. März 2015 strahlt der Sender wieder ausschließlich finanzspezifische Formate aus.
Für den vom Deutschen IPTV Verband ausgelobten IPTV-Award 2010 wurde das DAF in der Kategorie „Bestes Geschäftsmodell“ nominiert.

## Senderlogos

Logo bis 2009
Logo 2009 bis 28. Februar 2013
Logo Deutsches Anlegerfernsehen vom 1. März 2013 bis zum 26. November 2015
Logo von Der Aktionär TV seit dem 27. November 2015